# Зомбори, Габор
Габор Зомбори (род. 8 октября 2002, Сольнок) — венгерский пловец, бронзовый призёр чемпионата Европы 2024 года. Участник летних Олимпийских игр 2020 года.

## Карьера
Габор Зомбори родился 8 октября 2002 года в Сольноке, в Венгрии. Специализируется в комплексном плавание, предпочитает вольный стиль.
На молодёжном чемпионате мира в Будапеште, в 2019 году, стал чемпионом мира на дистанции 400 метров вольным стилем.
В 2021 году принял участие в летних Олимпийских играх в Токио. В составе Венгерской команды принял участие в эстафетном заплыве 4 по 200 метров вольным стилем, однако в предварительном раунде команда была дисквалифицирована. Также выходил на старт индивидуальной дистанции 400 метров вольным стилем, но в предварительных заплывах показал только 18-й результат (3:47.99) и не квалифицировался в полуфиналы.
На чемпионате Европы 2024 года в Белграде на дистанции 400 метров комплексным плаванием стал бронзовым призёром, уступив победителю 0,87 секунды.